# ستانيسلاف راديف
ستانيسلاف راديف (بالبلغارية: Станислав Радев)‏ هو لاعب كرة قدم بلغاري في مركز الدفاع، ولد في 21 سبتمبر 1987 في سليفن في بلغاريا. لعب مع او في سي سليفن 2000.